# Божевільний Сесіл Б.
«Божевільний Сесіл Б.» (англ. Cecil B. DeMented) — американський трилер 2000 року.

## Сюжет
Сінклер Стівенз — солідний директор кінотеатру. Але ночами він стає «божевільним Сесілом Б.» — підпільним кінорежисером і кумиром банди кінонеформалов. Він хоче зняти свій фільм, і ніхто не зможе йому завадити! Не вагаючись ні хвилини, він організовує викрадення знаменитої голлівудської кіноактриси Гані Вітлок, яка за сюжетом фільму повинна влаштовувати погроми в кінотеатрах, де йдуть голлівудські хіти, і організовувати інші бешкети в громадських місцях. Гані, яка вимушена грати в картині, що знімається в близькому до реальності стилі, поступово стає схожою на інших акторів-камікадзе і одним з переконаних воїнів проти поганого кіно.

## У ролях
| Актор                     | Роль                  |
| ------------------------- | --------------------- |
| Мелані Гріффіт            | Гані Вітлок           |
| Стівен Дорфф              | Сесіл                 |
| Алісія Вітт               | Черіш                 |
| Едріан Греньє             | Лайл                  |
| Лоуренс Джилліар молодший | Льюїс                 |
| Меггі Джилленгол          | Рейвен                |
| Джек Ноузворті            | Родні                 |
| Мінк Стоул                | місіс Сільвія Меллорі |
| Рікі Лейк                 | Ліббі                 |
| Патриція Герст            | мати Фіджет           |
| Майкл Шеннон              | Петі                  |
| Кевін Нілон               | Кевін                 |
| Ерік Баррі                | Фіджет                |
| Зензелі Узома             | Шардоне               |
| Еріка Лінн Руплі          | Пем                   |
| Гарріет Додж              | Діна                  |
| Розанна                   | Розанна               |
| Ерік Робертс              | колишній чоловік Гані |
| Рей Фелтон                | Рой Стіллінджер       |
| Джон Мікаельсон           | Чарльз                |